# ヨハン・フリードリヒ (ヴュルテンベルク公)

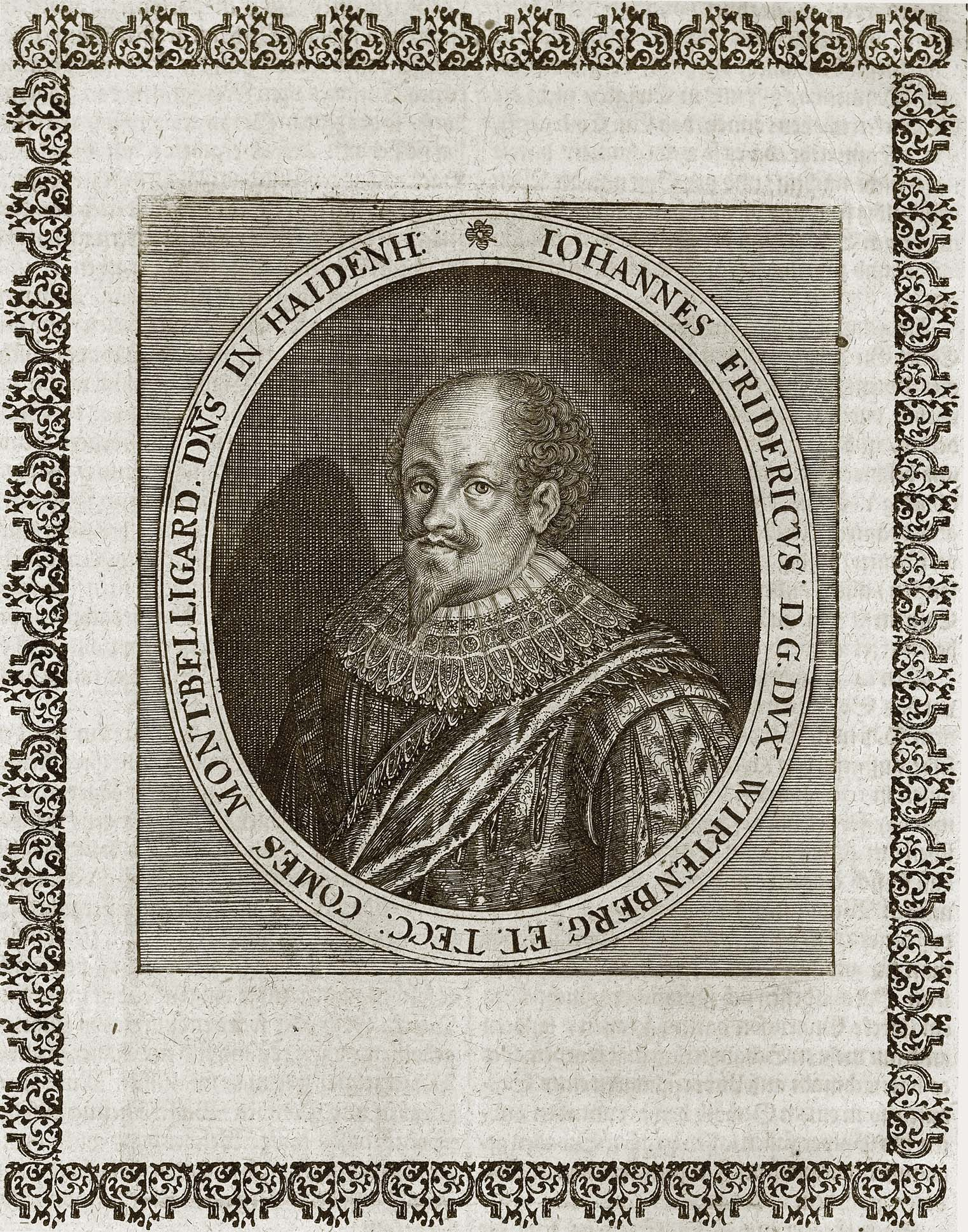
ヨハン・フリードリヒ、マテウス・メーリアンによる銅版画、1662年

ヨハン・フリードリヒ（Johann Friedrich von Württemberg, 1582年5月5日 - 1628年7月18日）は、ヴュルテンベルク公（在位：1608年 - 1628年）。

## 生涯
ヴュルテンベルク公フリードリヒ1世とその妃でアンハルト侯ヨアヒム・エルンストの娘であるジビッラの間の長男として、メンペルガルトで生まれた。4歳の時、両親達と一緒にシュトゥットガルトに移った。1608年、父の死に伴い公位を継ぎ、翌1609年11月6日、ブランデンブルク選帝侯ヨアヒム・フリードリヒの娘バルバラ・ゾフィアと結婚した。彼は婚儀の場となるウラッハ城に「黄金の間」をしつらえたが、これは現存する中では最も美しいドイツ・ルネサンス様式の宴会場の一つである。ヨハン・フリードリヒとバルバラの夫婦は8人の子供に恵まれた。
ヨハン・フリードリヒは善良で平和志向の統治者だったが、事あるごとに性格の弱さを露呈し、難問に対処できないことも頻繁にあった。それでも、ヨハン・フリードリヒは父が封建身分を抑え込んで停止したヴュルテンベルクの国法を復活させ、父が廃止した評議会を復活させた。また、父の治世に強権を振るった大臣マテウス・エンツリンを横領と金品強奪の罪で告発して終身禁固にし、エンツリンを屈従させた後に彼を反逆罪で告訴して、1613年にウラッハの市場で処刑してしまった。一方、公爵家の財政問題に関しては見るべき成果はほとんど残せなかった。領邦議会の無定見な議論に圧されて劣悪な貨幣鋳造などを行った結果、却って財政は悪化した。
ヨハン・フリードリヒは父と同様に他の福音派の諸侯たちとの連携を模索し続け、1608年にアウハウゼンに集まった諸侯達は、三十年戦争を目前に控えてプロテスタント同盟を結成した。1621年、ヨハン・フリードリヒは同盟軍の一員としてプファルツ選帝侯フリードリヒ5世の救援に赴いているが、同盟軍はその年のうちに崩壊した。ヨハン・フリードリヒはそれでも同盟に忠誠を誓い続け、同盟軍の司令官バーデン＝ドゥルラハ辺境伯ゲオルク・フリードリヒと共に1622年4月26日のヴィンプフェンの戦いにも従軍し、ティリー伯爵に敗れて末弟のマグヌスを失った。中立協定が存在するにもかかわらず、ヴィンプフェンで勝利したカトリック軍はこれを無視してヴュルテンベルク公国の北西部で掠奪を続け、その後何年も敵軍による略奪と占拠は続いた。
1617年5月28日、ヨハン・フリードリヒは大勢の弟達との領土分割に関する協定を結んだ。すぐ下の弟ルートヴィヒ・フリードリヒは、ヴュルテンベルク公国から完全に分離していないモンベリアル伯領を獲得した。その下の弟ユリウス・フリードリヒは、当時まだヴュルテンベルクに組み込まれたばかりのブレンツとヴァイルティンゲンの領主となった。前者の家系は1723年まで、後者の家系は1792年まで続くことになる。他の2人の弟、フリードリヒ・アヒレスとマグヌスはそれぞれノイエンシュタットとノイエンビュルクを与えられたが、どちらも未婚で死んだため、その領地はヴュルテンベルクの本家に戻っている。

## 子女
妻バルバラ・ゾフィアとの間に8人の子女をもうけた。
- ヘンリエッテ（1610年 - 1623年）
- フリードリヒ（1612年）
- アントニア（1613年 - 1679年）
- エーバーハルト3世（1614年 - 1674年） - ヴュルテンベルク公
- フリードリヒ（1615年 - 1682年） - ヴュルテンベルク＝ノイエンシュタット公
- ウルリヒ（1617年 - 1671年） ヴュルテンベルク＝ノイエンビュルク公
- アンナ・ヨハンナ（1619年 - 1679年）
- ジビッレ（1620年 - 1707年） - 1647年、従弟のヴュルテンベルク＝メンペルガルト公レオポルト・フリードリヒと結婚